# Petrovice u Karviné
Petrovice u Karviné är en ort i Tjeckien. Den ligger i den östra delen av landet, 300 km öster om huvudstaden Prag. Petrovice u Karviné ligger 227 meter över havet och antalet invånare är 4 874.
Terrängen runt Petrovice u Karviné är platt. Runt Petrovice u Karviné är det mycket tätbefolkat, med 1 056 invånare per kvadratkilometer. Närmaste större samhälle är Karviná, 4,7 km söder om Petrovice u Karviné. Runt Petrovice u Karviné är det i huvudsak tätbebyggt.